# Файн, Сэмми
Сэмми Файн (англ. Sammy Fain; имя при рождении — Самуил Фейнберг, Samuel E. Feinberg) (17 июня 1902, Нью-Йорк – 6 декабря 1989, Лос-Анджелес) — американский композитор и певец, автор популярных песен. Писал музыку для Голливуда и для бродвейских театров.

## Очерк биографии и творчества
Родился в Нью-Йорке в семье синагогального кантора. В 1923 году снялся в короткометражном звуковом фильме «Сэмми Фейн и Арти Данн», использовавшем новаторскую технологию Ли Де Фореста. В 1925 году Файн решил посвятил себя музыке, самостоятельно выучился играть на фортепиано, работал штатным пианистом в музыкальном издательстве Джека Миллса. В 1932 году снялся в короткометражном фильме «Композитор-крунер» (The Crooning Composer).
С 1920-х гг. писал эстрадные песни, популярность приобрели "Let a smile be your umbrella" (1928),  "Wedding bells are breaking up that old gang of mine" (1929), "You brought a new kind of love to me" и «By a waterfall» (обе 1930), "That old feeling" (1937), "I can dream, can't I?", "I'll be seeing you" (обе 1938). С 1924 г. песни Файна выпускались на грампластинках (на американских лейблах Victor, Columbia, Brunswick, Edison и других). Свои и чужие песни в 1920-е и 1930-е годы Файн также исполнял (тенором) как вокалист, например, "Why can't you" и "Love me or leave me" (обе записи 1929 года). На ярлыках «авторских» грампластинок зачастую обозначался как The Crooning Composer («композитор-крунер», в контексте — «поющий композитор»).
С 1931 по 1964 г. Файн периодически писал (в т.ч. в соавторстве с другими композиторами) музыку для Бродвея, впрочем, его мюзиклы большого успеха не имели. Среди мюзиклов  "Everybody's welcome" (1931), "Hellzapoppin'" (1938), "Flahooley" (1951), "Ankles Aweigh" (1955), "Christine" (1960), "Something more" (1964).
С 1930-х — 1960-х гг. писал музыку для Голливуда, хотя никогда не озвучивал фильмы целиком и не занимался оркестровой аранжировкой. Наибольшую известность получил благодаря выразительным и рельефным песням к полнометражным мультфильмам Уолта Диснея "Алиса в стране чудес" (1951) и "Питер Пэн" (1953). В 1963 г. песни Файна "I wish I were a fish", "Be careful how you wish" и "Deep rapture" использовались в комедии Артура Любина "Невероятный мистер Лимпет" (The incredible Mr. Limpet). В 1977 г. песня Файна "Someone's waiting for you" вошла в саундтрек диснеевского мультфильма "Спасатели".

## Признание
Файн удостоен двух премий "Оскар" в номинации лучшая оригинальная песню: в 1954 г. (песня "Secret Love" из фильма "Calamity Jane") и в 1956 г. (песня "Love is a many-splendored thing" из одноименного фильма). В 1972 г. введён в Зал славы американских композиторов-песенников.